# Trzeci rząd Fatosa Nano
Trzeci rząd Fatosa Nano – rząd Albanii od 25 lipca 1997 do 2 października 1998.

## Skład rządu
| #  | Funkcja                                                             | Portret | Imię i nazwisko         | Kadencja         | Kadencja            | Partia polityczna | Partia polityczna                    |
| #  | Funkcja                                                             | Portret | Imię i nazwisko         | Od               | Do                  | Partia polityczna | Partia polityczna                    |
| -- | ------------------------------------------------------------------- | ------- | ----------------------- | ---------------- | ------------------- | ----------------- | ------------------------------------ |
| 1  | Premier                                                             |         | Fatos Nano (1952–)      | 25 lipca 1997    | 29 września 1998    |                   | Socjalistyczna Partia Albanii        |
| 2  | Wicepremier                                                         |         | Bashkim Fino (1962–)    | 25 lipca 1997    | 2 października 1998 |                   | Socjalistyczna Partia Albanii        |
| 2  | Wicepremier                                                         |         | Kastriot Islami (1952–) | 17 kwietnia 1998 | 2 października 1998 |                   | Socjalistyczna Partia Albanii        |
| 3  | Minister spraw wewnętrznych                                         |         | Neritan Ceka (1941–)    | 25 lipca 1997    | 2 października 1998 |                   | Partia Demokratycznego Sojuszu       |
| 4  | Minister obrony                                                     |         | Sabit Brokaj (1942–)    | 25 lipca 1997    | 24 kwietnia 1998    |                   | Socjalistyczna Partia Albanii        |
| 4  | Minister obrony                                                     |         | Luan Hajdaraga (1948–)  | 24 kwietnia 1998 | 2 października 1998 |                   | Socjalistyczna Partia Albanii        |
| 5  | Minister spraw zagranicznych                                        |         | Pascal Milo (1949–)     | 25 lipca 1997    | 2 października 1998 |                   | Socjaldemokratyczna Partia Albanii   |
| 6  | Minister sprawiedliwości                                            |         | Thimjo Kondi (1948–)    | 25 lipca 1997    | 2 października 1998 |                   | bezpartyjny                          |
| 7  | Minister finansów                                                   |         | Arben Malaj (1961–)     | 25 lipca 1997    | 2 października 1998 |                   | Socjalistyczna Partia Albanii        |
| 8  | Minister gospodarki publicznej i prywatyzacji                       |         | Ylli Bufi (1948–)       | 25 lipca 1997    | 2 października 1998 |                   | Socjalistyczna Partia Albanii        |
| 9  | Minister pracy, spraw społecznych i kobiet                          |         | Elmas Sherifi           | 25 lipca 1997    | 24 kwietnia 1998    |                   | Socjalistyczna Partia Albanii        |
| 10 | Minister pracy i spraw społecznych                                  |         | Anastas Angjeli (1956–) | 24 kwietnia 1998 | 2 października 1999 |                   | Socjalistyczna Partia Albanii        |
| 11 | Minister rolnictwa i żywności                                       |         | Lufter Xhuveli (1941–)  | 25 lipca 1997    | 2 października 1998 |                   | Enwironmentalistyczna Partia Agrarna |
| 12 | Minister handlu i turystyki                                         |         | Shaqir Vukaj (1942–)    | 25 lipca 1997    | 20 kwietnia 1998    |                   | Socjalistyczna Partia Albanii        |
| 13 | Minister robót publicznych i transportu                             |         | Gaqo Apostoli (1941–)   | 25 lipca 1997    | 2 października 1998 |                   | Socjalistyczna Partia Albanii        |
| 14 | Minister oświaty i nauki                                            |         | Et’hem Ruka (1947–)     | 25 lipca 1997    | 2 października 1998 |                   | Socjalistyczna Partia Albanii        |
| 15 | Minister kultury, młodzieży i sportu                                |         | Arta Dade (1953–)       | 25 lipca 1997    | 24 kwietnia 1998    |                   | Socjalistyczna Partia Albanii        |
| 15 | Minister kultury, młodzieży i sportu                                |         | Edi Rama (1964–)        | 24 kwietnia 1998 | 2 października 1998 |                   | bezpartyjny                          |
| 16 | Minister zdrowia i środowiska                                       |         | Leonard Solis (1962–)   | 25 lipca 1997    | 21 kwietnia 1998    |                   | Partia Unii na rzecz Praw Człowieka  |
| 17 | Minister zdrowia                                                    |         | Leonard Solis (1962–)   | 21 kwietnia 1998 | 2 października 1998 |                   | Partia Unii na rzecz Praw Człowieka  |
| 18 | Minister reformy legislacyjnej i stosunków ze Zgromadzeniem Ludowym |         | Arben Imami (1958–)     | 25 lipca 1997    | 2 października 1998 |                   | Partia Demokratycznego Sojuszu       |
| 19 | minister stanu d.s. rozwoju i współpracy gospodarczej               |         | Ermelinda Meksi (1957–) | 25 lipca 1997    | 20 kwietnia 1998    |                   | Socjalistyczna Partia Albanii        |
| 20 | minister współpracy gospodarczej i handlu                           |         | Ermelinda Meksi (1957–) | 20 kwietnia 1998 | 2 października 1998 |                   | Socjalistyczna Partia Albanii        |
| 21 | Sekretarz stanu d.s. integracji europejskiej                        |         | Maqo Lakrori (1948–)    | 25 lipca 1997    | 21 kwietnia 1998    |                   | Socjalistyczna Partia Albanii        |
| 21 | Sekretarz stanu d.s. integracji europejskiej                        |         | Ilir Meta (1969–)       | 21 kwietnia 1998 | 2 października 1998 |                   | Socjalistyczna Partia Albanii        |
| 22 | Sekretarz stanu d.s. polityki obronnej                              |         | Perikli Teta (1941–)    | 25 lipca 1997    | 17 kwietnia 1998    |                   | Partia Demokratycznego Sojuszu       |
| 23 | Minister porządku publicznego                                       |         | Perikli Teta (1941–)    | 17 kwietnia 1998 | 2 października 1998 |                   | Partia Demokratycznego Sojuszu       |
| 24 | Sekretarz stanu w Ministerstwie Spraw Wewnętrznych                  |         | Ndre Legisi (1958–)     | 25 lipca 1997    | 2 października 1998 |                   | Partia Demokratycznego Sojuszu       |
| 25 | Sekretarz stanu d.s. samorządu lokalnego                            |         | Lush Përpali (1958–)    | 25 lipca 1997    | 20 kwietnia 1998    |                   | Partia Demokratycznego Sojuszu       |
| 26 | Minister samorządu terytorialnego                                   |         | Bashkim Fino (1962–)    | 20 kwietnia 1998 | 2 października 1998 |                   | Socjalistyczna Partia Albanii        |
| 27 | Minister stanu przy Prezesie Rady Ministrów                         |         | Kastriot Islami (1952–) | 25 lipca 1997    | 17 kwietnia 1998    |                   | Socjalistyczna Partia Albanii        |
| 28 | Minister koordynator rządu                                          |         | Kastriot Islami (1952–) | 17 kwietnia 1998 | 2 października 1998 |                   | Socjalistyczna Partia Albanii        |